# Histoire de l'entreprise
L'Histoire de l'entreprise, en anglais business history, est un courant historiographique qui étudie les entreprises, les entrepreneurs et les affaires, ainsi que leurs relations avec le monde politique, économique et social.

## L'entreprise d'un point de vue historique
Le terme « entreprise » est un mot d'origine française qui peut être défini comme « le regroupement durable et la mise en œuvre organisée de moyens en capitaux, en hommes, en techniques, pour produire des biens et des services destinés à un marché solvable ».
Cette définition renvoie donc à une entité qui précède les révolutions industrielles des siècles précédents, et explique pourquoi l'entreprise a été et demeure un moteur de développement économique. Les origines de l'entreprise « moderne » (abstraction faite de l'entreprise dite « marchande » et des autres formes d'échanges transactionnels qui ont existé tout au long de l'histoire) remontent au XVIe siècle.
Si les échanges de nature commerciale et marchande sont apparus bien avant cet date dès l'Antiquité, ils ont connu une interruption pendant la majeure partie du Moyen-Âge durant lequel de nombreuses invasions orientales ont conduit les pays occidentaux à organiser leurs sociétés en régimes féodaux autarciques. Même avant cela, le développement de l'entreprise telle qu'on la connaît aujourd'hui a été ralenti en partie par la mentalité de certaines élites qui percevaient le travail comme quelque chose d'avilissant et les échanges commerciaux comme des activités stériles.
Les premières conditions favorables à l’émergence d'activités entrepreneuriales en Europe apparaîtront au XIVe siècle alors que le cercle des échanges augmente progressivement.
Un système de brevets très similaire à celui qui existe actuellement verra le jour aux Pays-Bas vers la fin du XVe siècle. Les théories cognitives enseignées dans les écoles de gestion se répandent de manière plus ou moins consciente à travers le continent : les gens prennent graduellement conscience que les expéditions commerciales devraient d'abord et avant tout répondre aux besoins d'une clientèle existante.
La création de la Compagnie des Indes Orientales au début du XVIIe siècle et l'avènement de l'Angleterre sur la scène commerciale suivent ces premiers développements. Les marchés intérieurs européens se développent graduellement et les avances techniques et technologiques ont mené le continent vers une ère préindustrielle, puis vers les révolutions industrielles qui ont façonné le monde que nous connaissons aujourd'hui.

## Historiographie

### Avant Chandler
On peut tracer les premières études historiques des entreprises, celles qui « anticipent la business history moderne », chez l'école historique allemande à la fin du 19e siècle. Ces études traitent de l'organisation des entreprises, de leurs stratégies de contrôle, de leur gestion, du rôle des institutions et de l’entreprenariat. Les économistes de cette école s'intéressaient aux processus dynamiques et évolutifs, en réaction aux analyses statiques et à l'équilibres de l'économie classique.
C'est aux États-Unis que naît la discipline en tant que telle, comme branche de l'histoire économique, avec la nomination en 1908 de Edwin Francis Gay – un élève de Gustav Schmoller – à la Harvard Business School, mais aussi et surtout à celle de son successeur à partir de 1919 Wallace Brett Donham (en). Ce dernier fonde en 1925 la Business Historical Society et convainc des administrateurs de l'école de créer en 1927 la première chaire de business history. Elle est attribuée à N. S. B. Gras (en) qui, avec des collègues comme Henrietta Larson (en), s'efforcent de développer la discipline et de l'émanciper de l'histoire économique. Du point de vue scientifique, N.S.B. Gras est lui aussi influencé par l'école historique allemande mais apporte aussi des nouveautés et notamment, trait distinctif de la business history, un recours intensif aux documents internes des entreprises. En dehors de Harvard, aux États-Unis, au Japon, en Grande-Bretagne, les études consacrées aux entreprises restent plus étroitement liées à l'histoire économique.

### Unebusiness historychandlerienne?
À partir de la fin des années 1950 aux États-Unis, les méthodes historiques de la business history sont remises en question par les tenants d'approches hypothético-déductives qui s'imposent dans les sciences de gestions. C'est assez cette époque qu'Alfred Chandler publie ses premiers travaux. Dans son livre Strategy and Structure (1962), il postule que les entreprises modernes les plus efficaces adoptent une « forme en M », idées reprises par les études en management qui entreprennent de les tester statistiquement. Cette convergence entre business history et sciences de gestion est de courte de durée. L'influence de Chandler s'accroit et devient à la fin des années 1970 la référence incontournable de la discipline aux États-Unis.
En dehors des États-Unis, l'influence de Chandler est moins forte. Dans le Japon de l'après-guerre, une histoire de l'entreprise émerge en réaction au marxisme qui domine alors l'histoire économique. Elle se développe fortement en intégrant des cursus universitaires et donc en bénéficiant d'un afflux massif d'étudiants et d'un besoin important de professeurs. La Business History Society of Japan est fondée en 1964, la Japan Business History Review en 1965. Chandler a un impact important, mais la discipline garde un caractère propre et s'intéresse à un éventail plus large de sujets que lui. Au Royaume-Uni, le journal Business history est fondée en 1958. La discipline est un temps une branche de l'histoire économique avant de s'autonomiser dans les années 1970 (en réaction à la montée de la cliométrie) et de prospérer au sein des business schools. En Allemagne, la discipline se développe peu à cause d'un manque de soutiens institutionnels qui la rend longtemps totalement dépendante des financements directs des entreprises.

### De nos jours
Ces deux dernières décennies, l'histoire de l'entreprise s'est émancipée de Chandler et inclut désormais de nombreux paradigmes et méthodes.

### Revues principales
- Business History
- Business History Review
- Entreprises et Histoire
- Enterprise & Society
- Japan Business History Review
- Zeitschrift fur Unternehmensgeschichte